# Emma nach Mitternacht – Der Wolf und die sieben Geiseln
Emma nach Mitternacht – Der Wolf und die sieben Geiseln ist ein deutscher Fernsehfilm aus dem Jahr 2016, der Krimielemente mit tiefgründigen Charakterstudien verbindet. Es handelt sich um den Pilotfilm der Fernsehreihe Emma nach Mitternacht mit Katja Riemann als die beim Radio nach Mitternacht arbeitende Psychologin Emma Mayer in der Hauptrolle. Der Fernsehfilm wurde unter der Regie von Torsten C. Fischer realisiert. Der Titel Der Wolf und die sieben Geiseln ist eine Verballhornung des Märchens Der Wolf und die sieben Geißlein der Brüder Grimm.

## Handlung
Emma Mayer, eine weltgewandte Frau verabschiedet sich in Marrakesch von einer Frau und reist nach Mannheim. Hier stellt sie sich als Psychologin bei Benno Heinle, dem Chef vom Dienst der Radiosendung Die Nachtpsychologin vor, der sich zunächst etwas irritiert zeigt und meint, ihre Stimme noch nie gehört zu haben, obwohl sie sich ja telefonisch beworben hatte. Trotz anfänglicher Skepsis gegenüber der Rolle, die ihr angeboten wird – lediglich als Telefonistin mit „Fachkenntnissen“ zum Vorfiltern der Anrufe –, nimmt Emma die Herausforderung an und beginnt, die Anrufe zu bearbeiten. Dabei fällt ihr auf, dass die bisherige Psychologin und Moderatorin Elisabeth Gira, eine in die Jahre gekommene Psychoanalytikerin mit einem Alkoholproblem, den Zenit ihrer Karriere überschritten hat.
Für Emma nimmt ihr erster Abend vor dem Mikrofon eine dramatische Wendung, als der Anruf eines Unbekannten in die Sendung durchgestellt wird. Der Mann behauptet in einer Tankstelle sieben Geiseln in seiner Gewalt zu haben. Dieser Anruf erschüttert Elisabeth Gira so sehr, dass sie die Sendung verlässt. Emma übernimmt kurzerhand deren Rolle und entschließt sich, gemeinsam mit Benno Heinle, zur Tankstelle zu fahren, um mit dem Geiselnehmer direkt zu verhandeln und nicht live im Radio. Die Polizei steht vor einem Rätsel, da der Geiselnehmer keine Forderungen stellt. Emma versucht, durch ein gewagtes Frage-Antwort-Spiel mit dem Mann, der sich „Wolf“ nennt, das Leben der Geiseln zu retten. Sie schlägt vor, dass der Geiselnehmer ihr Fragen über sein Leben stellt und sie ihm im Gegenzug Erkenntnisse über sich selbst verspricht. Für jede Frage, die sie korrekt beantwortet, soll eine Geisel freigelassen werden. Sollte sie jedoch scheitern, droht der Geiselnehmer, Geiseln zu erschießen.
Vom ersten Moment an, als Emma mit „Wolf“ ins Gespräch gekommen ist, lässt sie keinen Zweifel daran, dass sie keine Angst vor ihm hat. Gnadenlos ehrlich sagt sie ihm auf den Kopf zu, ihm gegenüber keine Sympathie vorgaukeln zu werden. Seine erste Frage beantwortet sie ihm auch korrekt, sodass er wie versprochen eine der Geiseln freilassen muss. Er wollte nur wissen, wie sein Name wäre und Emma vermutet „Wolf“, da sie sicher ist, dass er diesen selbst gewählten Vergleich von „Wolf und den sieben Geiseln“ nicht ohne Grund ausgesucht hatte. Seine zweite Frage lautet, ob er verheiratet sei. Aufgrund einer Bemerkung von Wolf (Mit einem Mal ist alles anders) vermutet sie, dass er auch Kinder hat. Zudem muss Wolf mit seiner Aktion ja irgendwas bezwecken wollen, weshalb er live im Radio zu hören sein wollte. Nachdem Emma richtig antwortet, dass er verheiratet war, aber geschieden sein dürfte, darf die zweite Geisel gehen. Die dritte Frage, warum sich seine Frau hatte scheiden lassen, folgt unmittelbar, nachdem versehentlich eine Geisel verletzt wird.
Benno Heinle versucht derweil Informationen über den Geiselnehmer zu finden, denn er ist davon überzeugt, die Stimme zu kennen. Anhand der Anrufprotokolle kann er ihn als Wolf Marx identifizieren, der bereits mehrmals im Radiosender angerufen hatte und bei Elisabeth Gira sogar in direkter Behandlung gewesen war. Deshalb will er Gira dazu holen, doch trifft er sie zu Hause nur volltrunken an. Mit Mühe kann sie bei der Beantwortung der dritten Frage mithelfen und Heinle, der in ständigem Kontakt mit der Polizei steht, gibt die Antwort sofort weiter. Damit kommt Emma hinter die eigentliche Motivation von Wolf, denn sein Kind wurde vor vier Jahren entführt und da der Junge das nicht überlebt hatte, war Wolfs Ehe daran zerbrochen. Wolf ist noch immer tief betroffen darüber und enttäuscht, dass die Polizei den Täter nicht ermittelt hatte. Er will einfach nur Gerechtigkeit und dass der Täter zur Verantwortung gezogen wird. Emma kann das gut verstehen und nachdem er die dritte Geisel gehen lässt, wechselt sie die Seiten. Sie legt das Mikrophon ab, dass sie mit der Polizei in Kontakt hielt und versucht Wolf aktiv zu helfen.
Aufgrund des Kontaktabbruchs bereitet die Polizei den Zugriff vor, was Emma ahnt. Da sich auch in der Tankstelle die Lage zuspitzt, entschließt sich Emma Wolfs vierte Frage öffentlich im Radio zu stellen, damit alle es hören könnten. Er erklärt, dass dies auch seine letzte Frage sein wird und alle dann gehen könnten. Er will wissen: „Wer hat meinen Sohn umgebracht“. Emma schlussfolgert aus vielen kleinen Hinweisen aus Wolfs Verhalten und Berichten. Sie sagt kurz: „Sie“. Damit trifft sie tatsächlich den Punkt, denn die Entführung hatte es nie gegeben. Wolfs Sohn war im Wald beim Klettern von einem Baum abgestürzt und hatte sich das Genick gebrochen. Weil Wolf nicht wusste, wie er das seiner Frau erklären soll, hatte er die Entführung erfunden. Zu der Trauer kam das Schuldgefühl, da er den Jungen motiviert hatte zu klettern, was er sich bis heute nicht verzeihen konnte.
Während die Polizei nun in die Tankstelle stürmt, erschießt sich Wolf. Zwar bedanken sich alle für Emmas Einsatz, aber sie ist wütend über den Ausgang. Ebenso irritiert sie ein Anruf wenig später, als sich die Anruferin mit den Worten meldet: „Ich bins Emma Meyer, ich möchte mein altes Leben zurück.“

## Besetzung

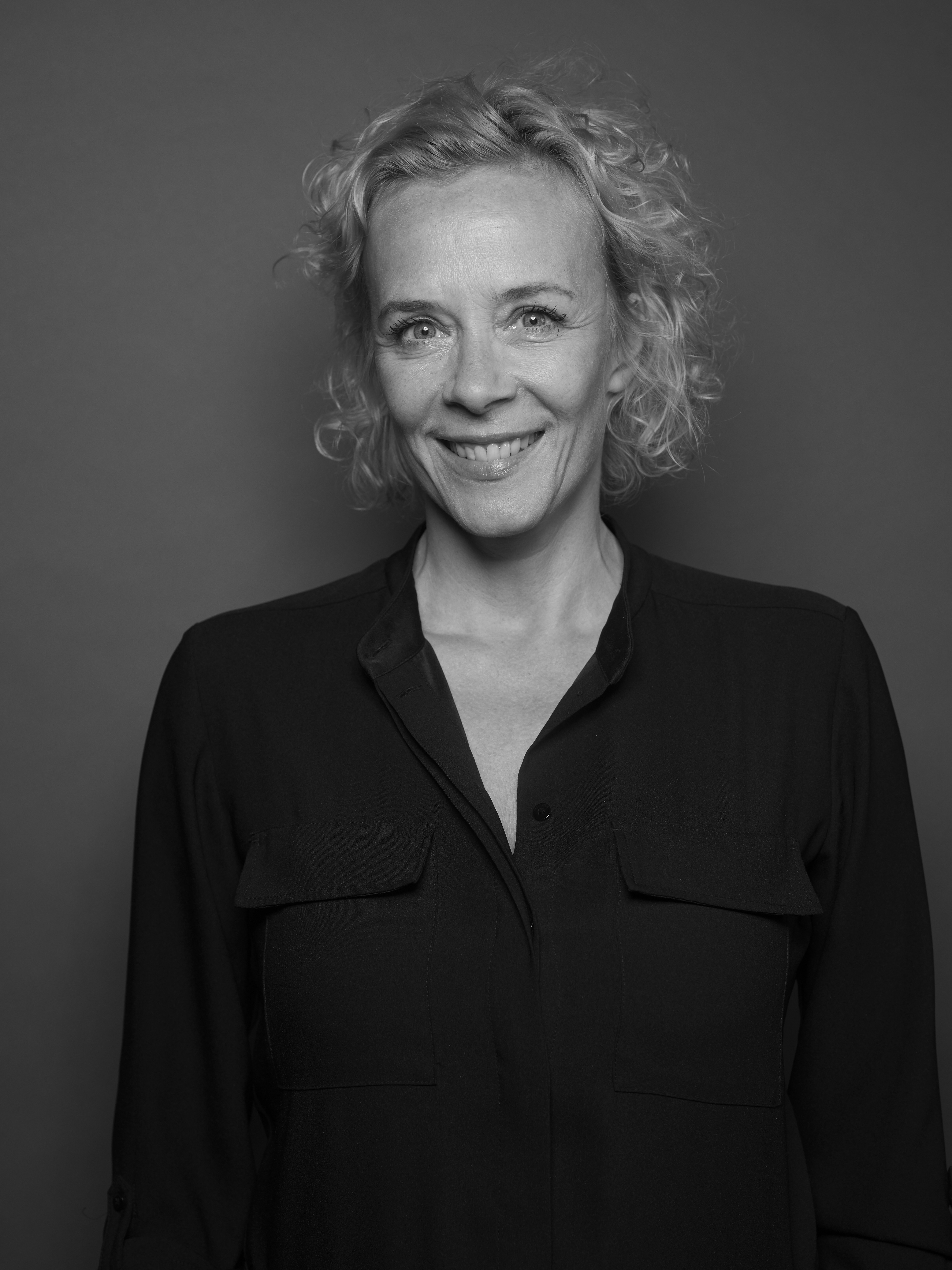
Katja Riemann, Hauptdarstellerin des Films

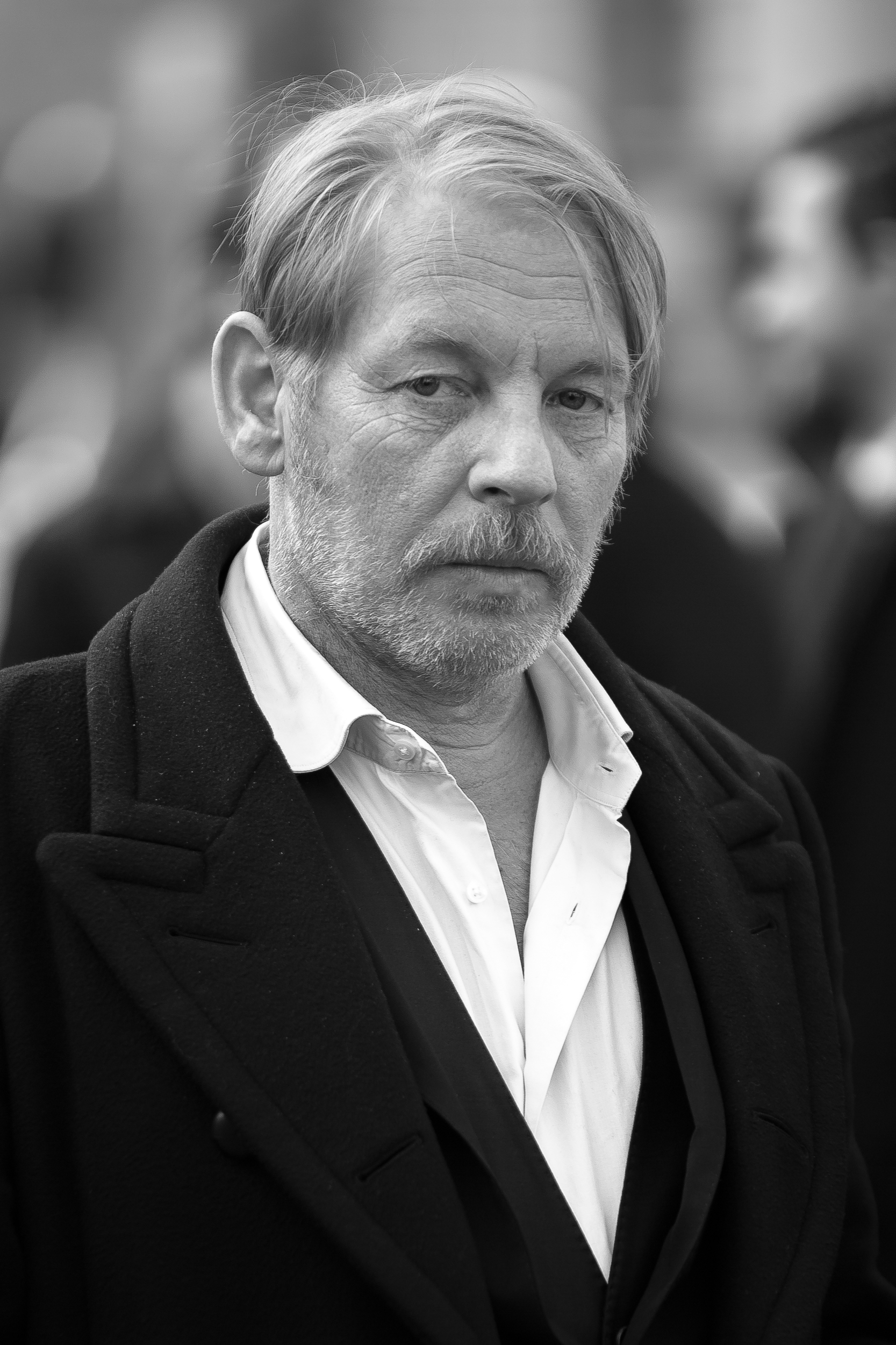
Ben Becker, Hauptdarsteller des Films

Katja Riemann spielt die Hauptrolle der Emma Mayer, eine Psychologin, die durch ihre Arbeit bei einer Radiosendung in eine Geiselnahme verwickelt wird, eine starke und einfühlsame Figur. Ben Becker übernimmt die Rolle des Wolf Marx, des sowohl bedrohlichen und zugleich verletzlichen Geiselnehmers.
Karoline Eichhorn spielt Barbara Petzak. Andreas Schmidt verkörpert Benno Heinle, den Chef vom Dienst. Mechthild Großmann spielt Elisabeth Gira, die ursprüngliche Moderatorin der Radiosendung, die unter einem Alkoholproblem leidet. Floriane Daniel ist als Bianca Becker zu sehen, eine der Geiseln.

## Produktion
Die Dreharbeiten zu Der Wolf und die sieben Geiseln fanden vom 23. September bis zum 24. Oktober 2014 statt. Als Drehorte dienten unter anderem Baden-Baden, Mannheim und Marokko, was der Produktion eine vielseitige geographische Kulisse verlieh und zur atmosphärischen Dichte des Films beitrug. Die Maran Film war für die Umsetzung des Projekts verantwortlich. Diese Firma arbeitete eng mit dem Südwestrundfunk (SWR) zusammen, um den Anforderungen des Drehbuchs und der Regie gerecht zu werden. Mit der Regie des Films wurde Torsten C. Fischer beauftragt, der für seine Fähigkeit bekannt ist, tiefgründige Charakterstudien und spannende Handlungsstränge umzusetzen. Das Drehbuch wurde von Wolfgang Stauch geschrieben, der zusammen mit Ulrich Herrmann auch die Idee zum Film entwickelte.
Die Produktion wurde im Auftrag des SWR durchgeführt. Diese Zusammenarbeit gewährleistete eine solide Finanzierung und Verbreitung des Films, was für die Realisierung des ambitionierten Projekts entscheidend war. Die Produktion stand vor verschiedenen Herausforderungen, insbesondere im Hinblick auf die Logistik der Drehorte und die Koordination der internationalen Besetzung. Die Kameraführung von Jürgen Carle und der Schnitt von Martina Butz-Kofer unterstützten die visuelle und erzählerische Qualität des Films.

## Veröffentlichung
Um viele Zuschauer zu erreichen, entschied sich der SWR für eine Ausstrahlung auf dem Spielfilmplatz an einem Mittwoch um 20:15 Uhr. Damit sollte der Film auch auf die neue Reihe aufmerksam machen. Ursprünglich war die Premiere für den 27. April 2016 geplant, wurde jedoch auf den 18. Mai verschoben.

## Rezeption
Insgesamt wurde Emma nach Mitternacht – Der Wolf und die sieben Geiseln sehr positiv aufgenommen. Die innovativen Elemente, die starken schauspielerischen Leistungen und die gelungene Umsetzung wurden gelobt. Die ungewöhnliche Konfrontation zwischen Emma und dem Geiselnehmer entwickelte sich zu einem psychologischen Duell. Während draußen das Mobile Einsatzkommando (MEK) den Sturm auf die Tankstelle vorbereitete, versuchte Emma, durch ihre Antworten nicht nur die Geiseln zu befreien, sondern auch dem Geiselnehmer zu helfen, sich selbst besser zu verstehen.
Laut der Fernsehzeitschrift TV Spielfilm erhielt der Film die Bewertung „Daumen nach oben“. Die Kritiker lobten insbesondere den „starken Auftritt“ von Katja Riemann, merkten aber auch an, dass noch „Luft nach oben“ sei. Diese Einschätzung spiegelt die allgemeine Anerkennung für Riemanns überzeugende Leistung in der Hauptrolle wider.
Auf der Website fernsehserien.de wird der Film als „fesselnde“ und „psychologisch tiefe“ Produktion beschrieben, die sich durch die innovative Verbindung von Krimi- und Psychologieelementen auszeichnet. Die Darstellungen von Riemann und Ben Becker als Geiselnehmer werden hervorgehoben.
Die Rezension auf weltbild.de lobt ebenfalls die Geschichte und Umsetzung des Films. Der Rezensent bezeichnet das „grimmige Titelwortspiel“ als „genau die richtige Visitenkarte“ und hebt die „bemerkenswerte Bildgestaltung“ des Kameramanns Jürgen Carle hervor, der bereits für viele andere hochwertige Produktionen verantwortlich war.
Laut der Quelle fernsehserien.de wurde Der Wolf und die sieben Geiseln als „gelungener Beitrag zur deutschen Fernsehlandschaft“ gewertet, der ein breites Publikum ansprach und gleichzeitig tiefgründige Themen behandelte.